# Ischnura saharensis
Ischnura saharensis är en trollsländeart som beskrevs av Aguesse 1958. Ischnura saharensis ingår i släktet Ischnura och familjen dammflicksländor. IUCN kategoriserar arten globalt som livskraftig. Inga underarter finns listade i Catalogue of Life.

## Bildgalleri

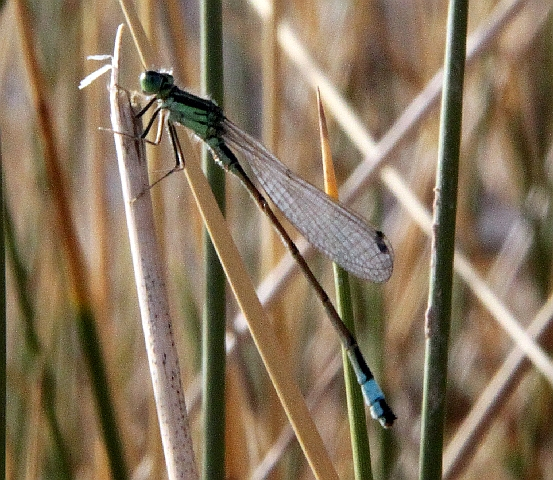